# San Antonio Paso del Toro
San Antonio Paso del Toro är en ort i Mexiko.   Den ligger i kommunen Xalapa och delstaten Veracruz, i den sydöstra delen av landet, 240 km öster om huvudstaden Mexico City. San Antonio Paso del Toro ligger 865 meter över havet och antalet invånare är 535.
Terrängen runt San Antonio Paso del Toro är kuperad. Runt San Antonio Paso del Toro är det ganska tätbefolkat, med 214 invånare per kvadratkilometer. Närmaste större samhälle är Xalapa, 10,0 km sydväst om San Antonio Paso del Toro. Omgivningarna runt San Antonio Paso del Toro är en mosaik av jordbruksmark och naturlig växtlighet.